# 2021年亚特兰大按摩中心枪击案
2021年3月16日，美国佐治亚州亚特兰大地区的三家按摩中心和水疗会发生了大规模连环枪击事件，造成八人死亡，其中六人为亚裔、两人为白人。七名罹难者为女性。另有一人受伤。犯罪嫌疑人为21岁的罗伯特·亚伦·朗（Robert Aaron Long），他随后被警方拘留。

## 过程
第一宗枪击案发生在当地时间下午约5时，亚特兰大西北郊区阿克沃斯附近一所名为的按摩院遭到枪击，造成4人死亡，另外1名西班牙裔男子受伤。约一小时后，亚特兰大市同一条街上的两个按摩院遭到枪击，4名亚裔女子死亡。
3月17日，21岁的疑犯被亚特兰大警察局指控四项谋杀罪，和被切诺基县警长办公室指控四项谋杀罪和一项严重攻击罪名。

## 受害者
枪击事件中有八人死亡，另一人受伤。其中有六名亞裔女性罹难，至少兩名為華裔。韩国外交部报道罹难者中有四人为韩裔。

## 起訴
5月11日，佐治亚州富尔顿县一个大陪审团以谋杀等罪名起诉枪击案嫌疑人罗伯特·亚伦·朗。

## 反应
联邦众议院议员刘云平在推特發文，对遇难者家属表示慰问，呼吁官员“谴责暴力行为和不要煽动进一步的歧视。”
白宮發言人珍·帕萨基表示，美国总统喬·拜登已於3月17日聽取亞特蘭大槍擊案的簡報。珍·帕萨基還認為，特朗普政府以「武漢病毒」等稱呼COVID-19病毒的作法，使得亞裔美國人受到的威脅升級。拜登下令白宫和其他公共建筑、军事哨所降半旗致哀。3月18日，美国国会举行反仇恨听证会。3月19日，拜登及美国副总统賀錦麗在亚特兰大會見當地亚裔社区领袖，並發表講話谴责针对亚裔的种族主义行径。
非营利性社会组织停止亚裔与太平洋岛原住民仇恨称，这些枪击事件是受难者家属和亚裔社区的“无法形容的悲剧。”
美國、加拿大、德國多地出現遊行，抗议种族仇恨，並反對歧視亞裔。
推動朝鮮半島和平的女性團體Women Cross DMZ執行董事克里斯汀·安（Christine Ahn）等作者在美國進步主義期刊《國家雜誌》撰文表示，美國鷹派的外交辭令，直接助長美國本土的反亞裔暴力，更反映美國以支配與武力為核心的亞洲政策；美國永無止盡的戰爭，需要將亞洲人「去人性化」作為支持。越南裔美國人作家阮清越說，只要美國兩大黨（共和黨與民主黨）持續在外交政策上操弄反亞洲言論，美國本土的反亞裔仇恨攻擊就不會有消失的一天。